# Děda Mráz

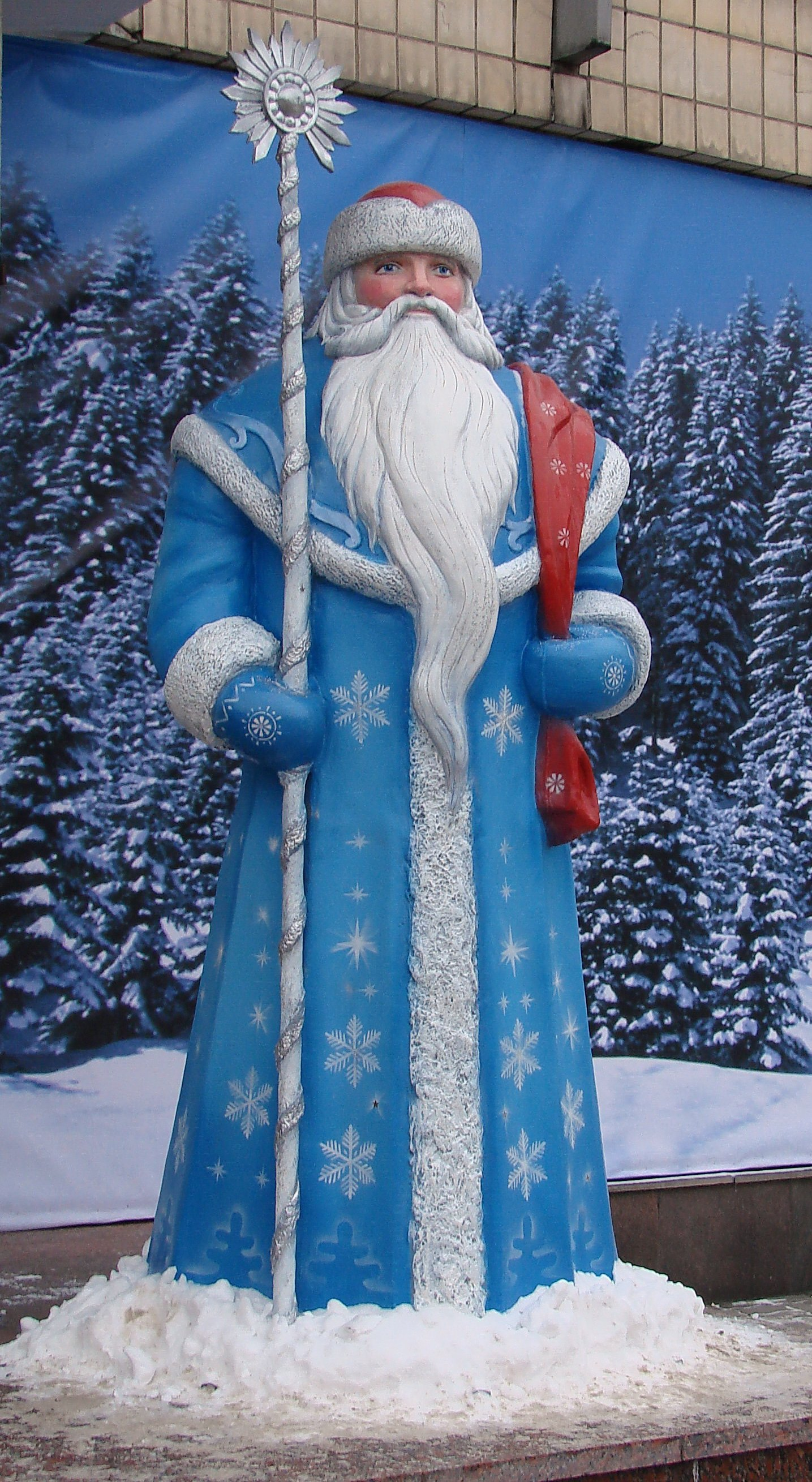
Děda Mráz

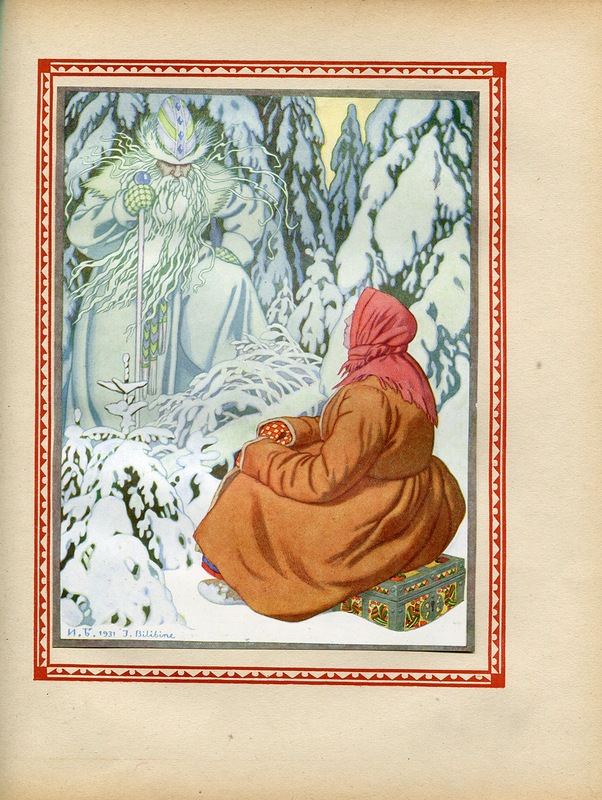
Morosko Ivana Bilibina

Děda Mráz (rusky Дед Мороз, Děd Maroz; ruská zdrobnělina: Дедушка Мороз, Děduška Maroz; slovensky: Dedo Mráz; polsky: Dziadek Mróz nebo Morozko) je legendární postava podobná svatému Mikuláši, Otci Vánoc a Ježíškovi, která má své kořeny ve slovanské mytologii. Tradice Dědy Mráze je rozšířena především ve východoslovanských zemích a je důležitou součástí ruské kultury. Na počátku sovětské éry komunistické úřady Dědu Mráze zakázaly, přesto se brzy stal důležitou součástí sovětské kultury. U východních Slovanů je to stařec, který jezdí na saních se spřežením bílých koní a přináší zimní počasí. O pravoslavných Vánocích se mu proto obětovala kaše nebo kyselo. Původně však byl krutým a zlým pohanským božstvem, Velkým Starcem Severu, vládcem ledového chladu a sněhové bouře, která mrazí.
Tato bytost později změnila svůj charakter a stal se z ní novoroční děda Mráz, který nosí dárky. Ortodoxní pravoslavná tradice nezná pohádkovou postavu Děda Mráze. Koncem 30. let 20. století se Stalinovo vedení SSSR snažilo postavou Dědy Mráze nahradit Ježíška a vánoční oslavy přesunout na Nový rok.
Děda Mráz nosí kožich dlouhý až k patě, v červené nebo modré barvě, půlkulatou kožešinovou čepici a na nohou válenky. Má dlouhé bílé vousy. Chodí s dlouhou kouzelnou holí a často jezdí na trojce. Většinou bývá zobrazován, jak přináší dárky dobře vychovaným dětem, často je předává osobně v prosincových dnech a tajně pod novoročním stromečkem na silvestrovskou noc.
Za sídlo Dědy Mráze je v Rusku považováno město Velký Usťug ve Vologdské oblasti, za sídlo běloruského Dědy Mráze se uvádí Bělověžský prales.
Ve východoslovanských kulturách je Děda Mráz doprovázen Sněhurkou (rus: Снeгурoчка, Sneguročka; ukrajinsky: Снігуронька, Snihurónka), jeho vnučkou a pomocnicí, která rovněž nosí dlouhé stříbřitě modré roucho a huňatou čepici nebo korunu připomínající sněhovou vločku, což je jedinečný atribut Děda Mráze, protože podobné postavy v jiných kulturách společnici nemají.

## Vývoj postavy

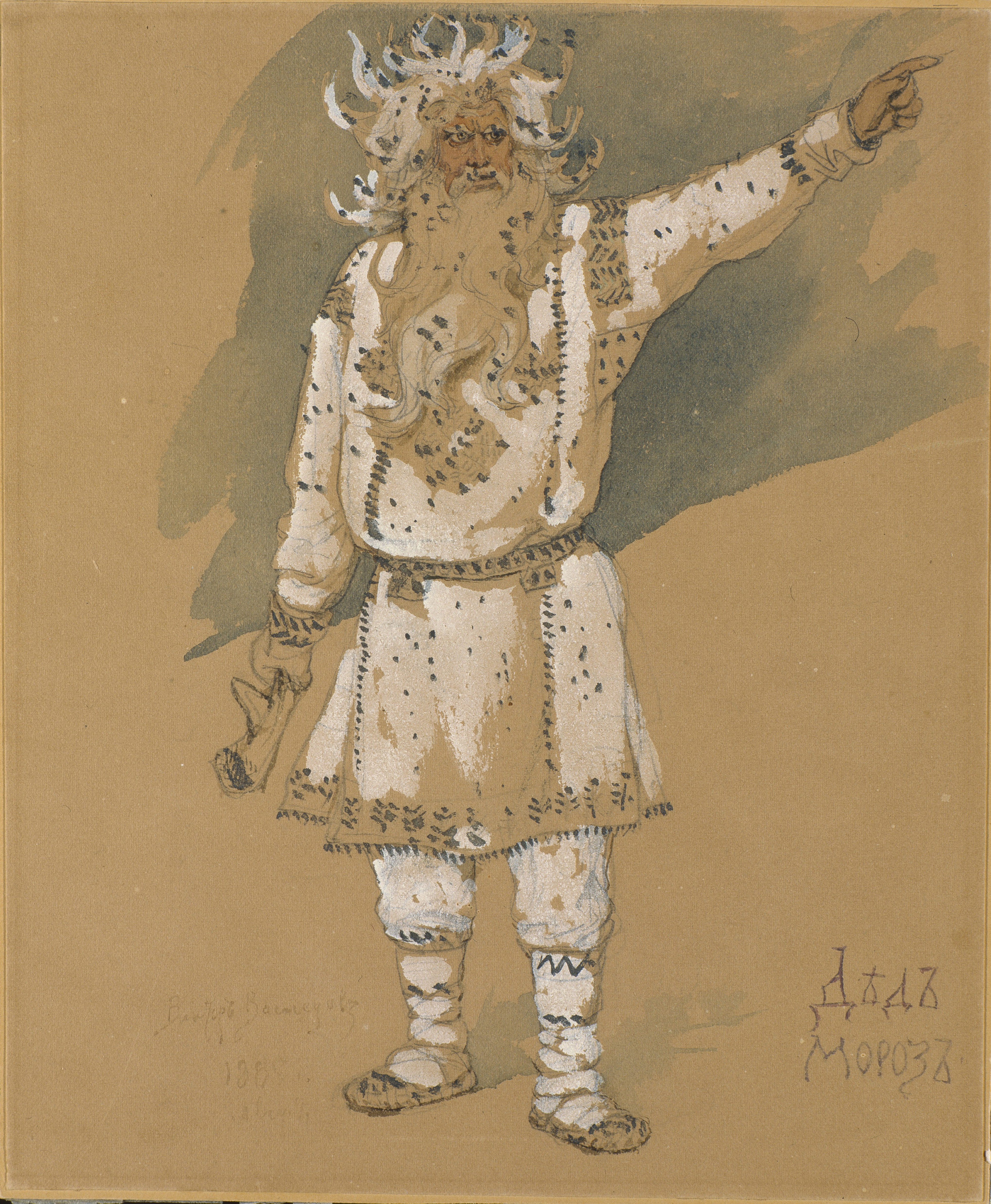
Viktor Vasněcov: Děda Mráz, 1885

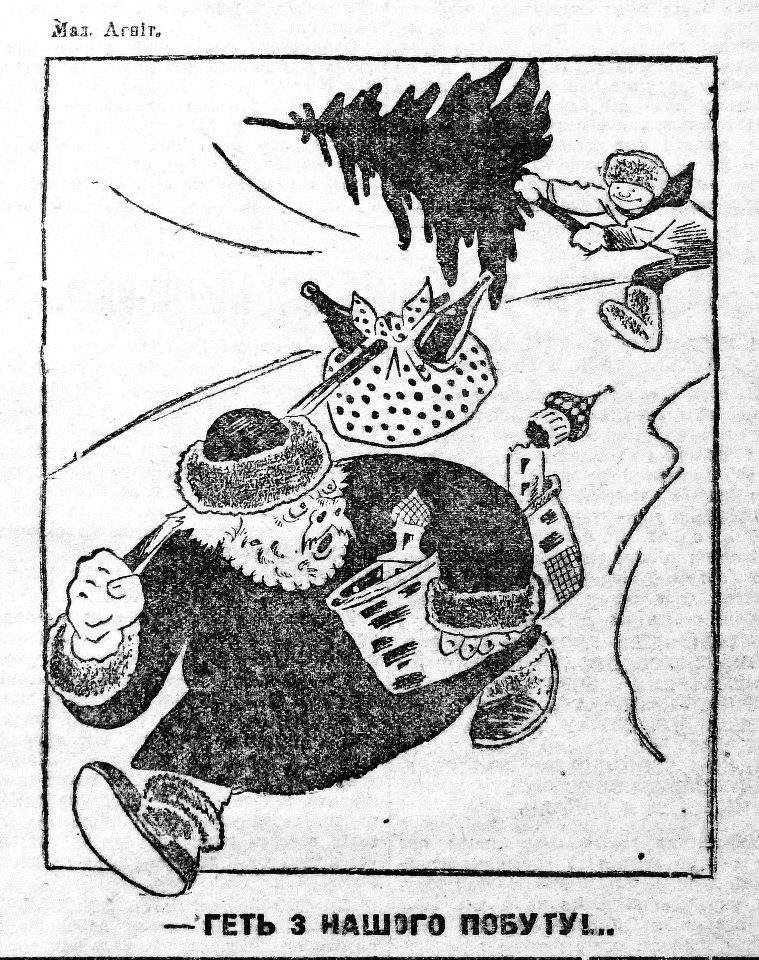
sovětská propaganda proti Dědovi Mrázovi, 1928

Původ postavy Dědy Mráze je starší než křesťanství, coby slovanský vládce zimy. Podle některých pramenů slovanské mytologie je Děda Mráz, tehdy nazývaný také Morozko nebo Děd, sněhový démon, avšak před příchodem křesťanství na Rusi neměl pojem démon negativní konotaci. Podobně jako u mnoha jiných mytických postav byly démonům teprve postupem času přisuzovány negativní vlastnosti.
Pod vlivem pravoslavné tradice se postava Děda Mráze proměnila. Od 19. století se atributy a legenda o Dědu Mrázovi utvářely pod vlivem literatury. V tomto ohledu měla vliv hra Alexandra Ostrovského Sněhurka a také stejnojmenná opera Rimského-Korsakova Sněhurka s libretem podle této hry. Do konce 19. století se Děda Mráz stal populární postavou.
Po ruské revoluci byly vánoční tradice aktivně potírány, protože byly považovány za "buržoazní a náboženské", podobně byl Děda Mráz v roce 1928 prohlášen za "spojence kněze a kulaka", přesto však obraz Dědy Mráze získal v sovětských dobách svou současnou podobu a stal se hlavním symbolem novoročního svátku (Nový rok), který nahradil Vánoce. Některé vánoční tradice byly obnoveny po slavném dopise Pavla Postyševa, který byl zveřejněn v novinách Pravda 28. prosince 1935. Postyšev se domníval, že původ svátku, který byl předkřesťanský, není až tak důležitý oproti výhodám, které může přinést sovětským dětem.

## V moderním Rusku

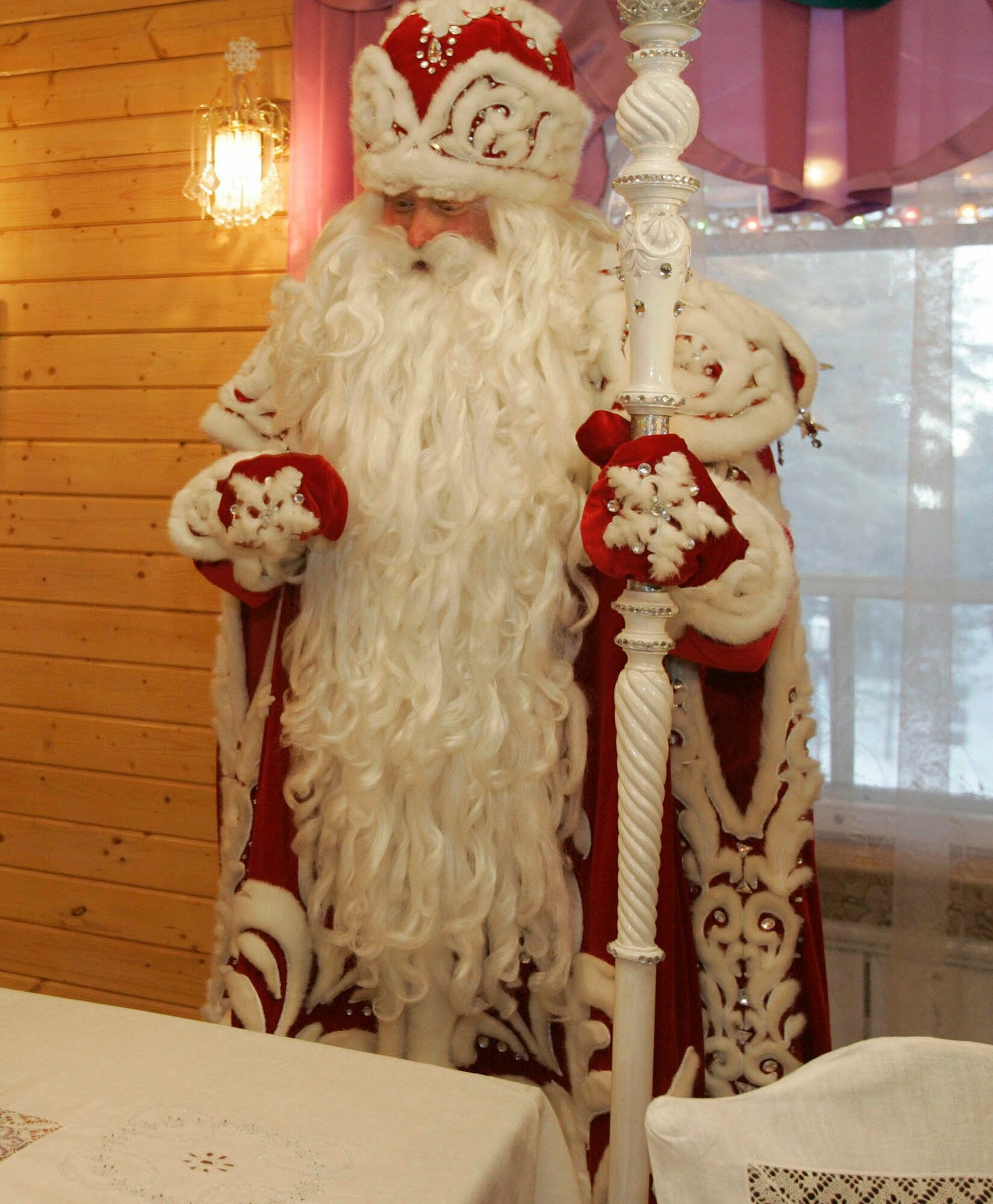
Děd Moroz v ruském Velkém Usťugu

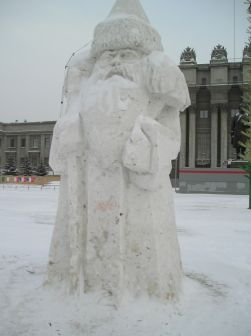
Socha Dědy Mráze ze sněhu v Samaře

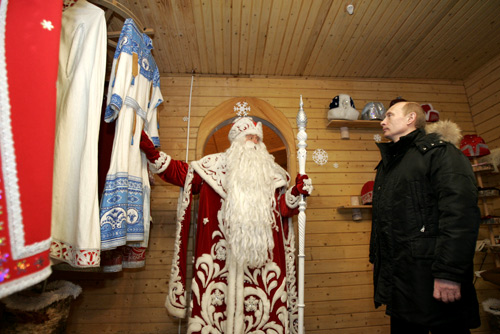
Prezident Vladimir Putin na návštěvě rezidence Dědy Mráze ve Velkém Usťugu v lednu 2008

Děda Mráz je v současném Rusku velmi populární. V roce 1998 bylo město Velikij Usťug ve Vologodské oblasti v Rusku tehdejším starostou Moskvy Jurijem Lužkovem prohlášeno za domov ruského Dědy Mráze.  V letech 2003-2010 obdržela pošta ve Velikém Usťugu přibližně 2 000 000 dopisů pro Dědu Mráze z Ruska i z celého světa. Dne 7. ledna 2008 navštívil rezidenci Děda Moroze ve městě Velký Usťug v rámci oslav ruských pravoslavných Vánoc tehdejší prezident Ruské federace Vladimir Putin.
Západní Ježíšek se v Ruské federaci prosadil v "bouřlivých" 90. letech 20. století, kdy západní kultura stále více pronikala do postsovětského Ruska, obroda Ruska na počátku 21. století přinesla obnovení důrazu na základní slovanský charakter Dědy Mráze. V rámci toho Ruská federace a jí podřízené vlády sponzorovaly každý prosinec kurzy o Dědu Mrázovi, jejichž cílem bylo stanovit vhodné slovanské normy pro role Děda Mráze a Sněhurky (Sněguročky - vnučky Děda Mráze) pro novoroční svátky. Lidé hrající Dědu Mráze a Sněguročku nyní obvykle vystupují na dětských oslavách během zimních svátků, rozdávají dárky a bojují se zlou čarodějnicí Ježibabou (Babou Jagou), která chce prý dětem dárky ukrást.
V listopadu a prosinci 2010 byl Děd Moroz jedním z kandidátů na maskota zimních olympijských her v ruském Soči v roce 2014.

### Varianty Děda Moroze u etnických menšin v Rusku
Mnoho etnických menšin má z jazykových důvodů pro Dědu Mráze jiné názvy nebo má dokonce vlastní kulturně ekvivalentní protějšky Dědy Mráze. Například v baškirštině je Děd Mráz znám jako Ҡыш бабай (Qïš babaj, doslova: "Zimní stařec"), v tatarštině má podobný přepis Qış Babay (Кыш бабай) se stejným významem. U Něnců je známý jako Jamal Iri ("Děd Jamalu"). Domorodí Jakuti mají svůj vlastní protějšek pro Dědu Mráze, který se jmenuje Chys Khaan ("Pán zimy").

### Děda Mráz a mezinárodní vztahy
Děd Mráz a příležitostně i běloruský Dzied Maroz jsou v médiích prezentováni jako lidé, kteří jsou v neustálém zmírňováním napětí s různými protějšky z jiných kultur, jako je estonský Santa Claus (Jõuluvana neboli "Julový stařík"), finský Santa Claus (Joulupukki neboli "Julový kozel") a další postavy Santa Clause, Otce Vánoc a svatého Mikuláše. Prezentované snahy o uvolnění zahrnovaly individuální setkání, skupinová setkání a přátelské soutěže, například každoroční listopadové mistrovství Santa Clausů v německém Celle.

## Regionální odlišnosti
Ekvivalenty Děda Mráze a Sněhurky se vyskytují po celém bývalém Sovětském svazu, stejně jako v zemích bývalého východního bloku a v bývalé Jugoslávii. Po rozpadu Sovětského svazu se některé z těchto zemí snažily odklonit od sovětského a ruského dědictví směrem k vlastním starobylým tradicím.

### Arménie
Arménský název pro Dědu Mráze je Dzmer Pap (arménsky Ձմեռ Պապ), doslova Děda zima. Jeho věrná vnučka Džunanušik (arménsky: Ձյունանուշիկ), jejíž jméno znamená Sněhové zlatíčko nebo Sněhová Anuš (oblíbené arménské ženské jméno), je dalším protějškem Sněhurky. Tato tradice byla založena za dob ruského impéria po rusko-perské válce (1826-1828), kdy byla východní Arménie připojena k Rusku na základě Turkmenčajské smlouvy z roku 1828.
Za téměř 160 let svého působení Dzmer Pap a Džunanušík téměř nezměnili svůj vzhled ani chování: přicházejí v červených, modrých nebo bílých zimních kožiších a přinášejí dětem dárky, očekávají od nich zpěv písní nebo recitaci básní. V Arménii jsou součástí novoročních a vánočních matiné a představení. V posledních desetiletích se u dobře situovaných rodičů vyvinula tradice zvát ke svým dětem Dzmer Papu a Dzyunanušiku.

### Ázerbájdžán
V ázerbájdžánštině je Děda Mráz známý jako Şaxta Baba ("Děda Mráz") a jeho společnice Sněhurka jako Qar Qızı ("Sněhurka"). V převážně muslimské, ale sekulární zemi, kde jsou křesťané v nepočetní menšině, je tato tradice stále velmi oblíbená. Şaxta Baba přináší dětem dárky při novoročních oslavách, Qar Qızı je však na oslavách přítomna jen zřídka.

### Bělorusko
Děda Mráz se v běloruštině nazývá Dzied Maroz (bělorusky Дзед Мароз). Není historickou běloruskou folklorní postavou, ale byl náhradou za svatého Mikuláše, místně známého jako Śviaty Mikałaj, kterého sovětské úřady odsuzovaly kvůli jeho křesťanskému původu.
Oficiálním sídlem Dzieda Maroze v Bělorusku je prohlášen Bělověžský prales.

### Bulharsko
Bulharský název Santa Clause je Дядо Коледа (Djado Koleda, Děda Koleda), zatímco Djado Mraz (Дядо Мраз, "Děda Mráz") je obdobná postava importovaná z Ruska, která však postrádá křesťanské konotace, a proto byla populární v době komunistické vlády. Po roce 1989 se Djado Koleda opět vrátil jako populárnější postava, a Djado Mraz byl do značné míry zapomenut.

### Bývalá Jugoslávie
V socialistické Jugoslávii (tj. v Bosně a Hercegovině, Chorvatsku, Černé Hoře, Makedonii, Srbsku a ve Slovinsku) se postavě, která prý nosí dětem dárky, říkalo "Děda Mráz" (bosensky: Djeda Mraz; chorvatsky: Děda Mráz: Djed Mraz; makedonsky: Djeda Mraz (Děda Mraz); makedonsky: Djeda Mraz (Djeda Mraz): Dědo Мраз, romanizováno: Děda Mraz:  Děda Мраз, romanizováno: Dědo Mраз: Deda Mraz; slovinsky: Deda Mraz, řec: Dedek Mraz). Údajně přinášel dárky na Nový rok, protože veřejné oslavy Vánoc byly za komunismu potírány.
V Chorvatsku byl po rozpadu Jugoslávie Děd Mráz označen za komunistický výtvor a byl zaveden Děd Božićnjak (doslova: "Dědek Vánoce"). V masmédiích a reklamě se objevily pokusy nahradit Djeda Mráze Djedem Božićnjakem. Po roce 1999 se jména Djed Mraz a Djed Božićnjak stala víceméně synonymy, a to i při jejich používání ve veřejnoprávní televizi. V některých rodinách se dodnes říká, že Djed Mraz nosí dárky na Nový rok. Dne 6. prosince dostávají dárky i děti v Chorvatsku. Vzhledem k historickému vlivu rakouské kultury v některých částech Chorvatska se říká, že dárky nosí také tradiční postava zvaná Sveti Nikola (svatý Mikuláš), která se velmi podobá Djedu Mrázovi nebo Djedu Božićnjakovi, až na to, že ho doprovází Krampus, který odvádí zlobivé děti, další postava ze středoevropského folkloru.  V některých věřících rodinách se říká, že místo Djeda Božićnjaka nosí o Vánocích dárky Ježíšek (Isusek, Mali Isus, Kriskindl), v některých částech Dalmácie nosí dárky také svatá Lucie (Sveta Lucija).

### Kazachstán a Kyrgyzstán
Ajaz Ata je kazašské a kyrgyzské jméno pro Dědu Mráze.

### Mongolsko
Od zavedení a osvojení si ruské kultury během socialistické éry se v Mongolsku slaví novoroční oslavy jako oficiální svátek. "Өвлийн өвгөн" (Övliin Övgön, Děda Zima) je mongolský ekvivalent Dědy Mráze, který na Nový rok přináší dárky dětem i dospělým.

### Rumunsko
Poté, co se v roce 1948 v Rumunsku dostali k moci komunisté, bylo rozhodnuto, že Vánoce se slavit nebudou. Dny 25. a 26. prosince se staly pracovními dny a nesměly se konat žádné oficiální oslavy. Jako náhrada za Moş Crăciun (Otce Vánoc) byla zavedena nová postava, Moş Gerilă (doslova "Mrazivý stařík", rumunská jazyková adaptace ruského Dědy Mráze). který prý 31. prosince nosí dětem dárky.
Oficiálně začaly novoroční oslavy 30. prosince, který byl nazván Dnem republiky, neboť v tento den v roce 1947 abdikoval rumunský král Michal I. Rumunský. 
Po rumunské revoluci v roce 1989 ztratil Moş Gerilă svůj vliv a nahradil ho Moş Crăciun.

### Jakutsko (Sacha)
Chys Chán je známý jako pán chladu, doprovází ho sněhová panna Khaarchana.

### Slovinsko

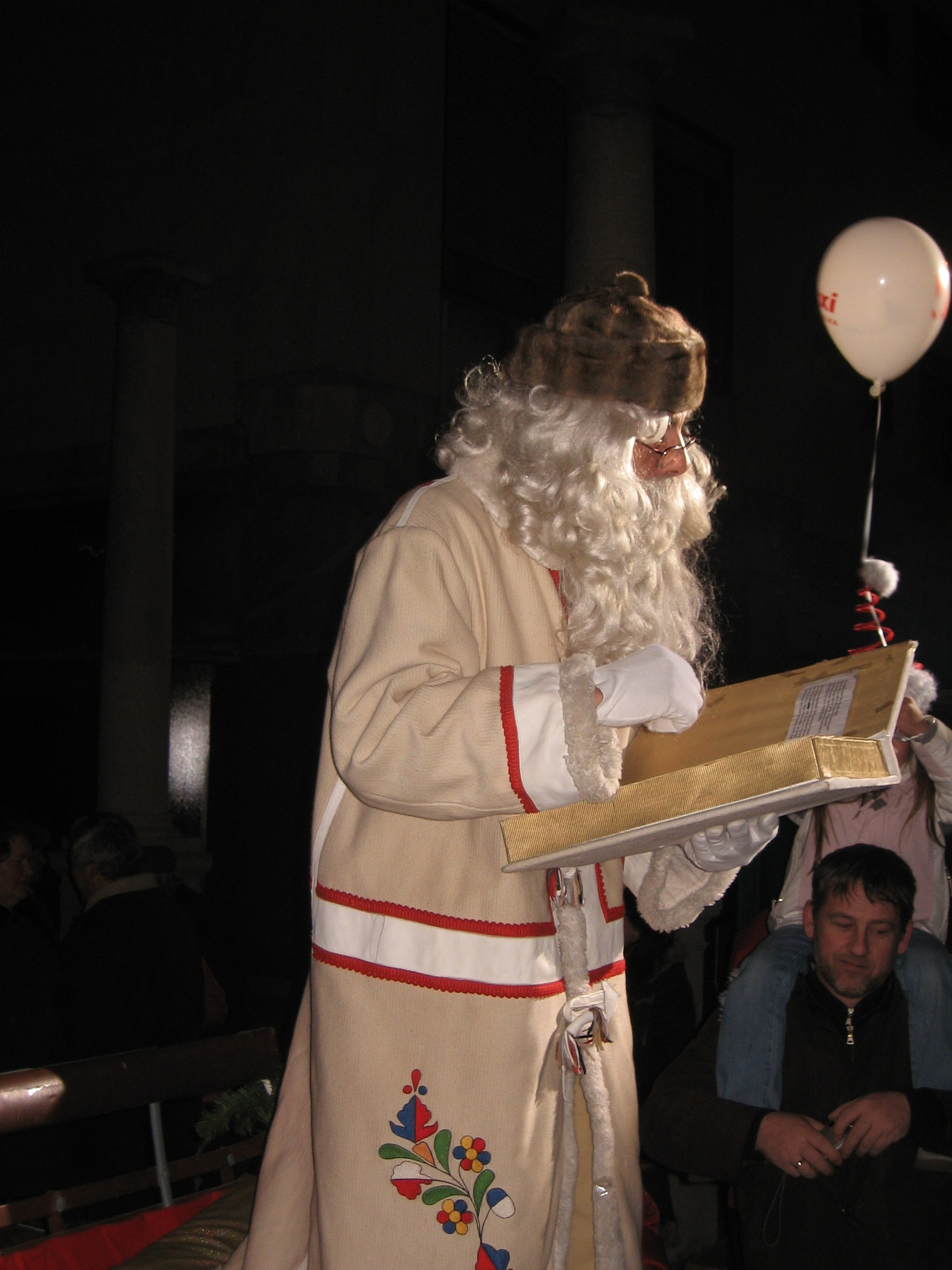
Muž převlečený za Dědu Mráze ve Slovinsku

Ve Slovinsku bylo jméno Děda Mráze přeloženo z ruštiny jako Dedek Mraz (doslova "Děda Mráz"). Dedek Mraz je zobrazován jako štíhlý muž v šedém koženém kabátě, který má uvnitř kožešinu a zvenku je zdobený, a v kulaté čepici z jepice. Tato verze postavy vychází z tradičních představ, zejména z těch, které zobrazil Maksim Gaspari na obrázcích objednaných v roce 1952. Ačkoli byl název doslovně přeložen ze sovětské postavy, uvažovalo se i o jiných jménech pro postavu: Původně měl žít na Sibiři, ale s krizí Informbyra a rozkolem mezi Jugoslávií a Sovětským svazem byl jeho domov přemístěn na horu Triglav, nejvyšší vrchol Slovinska (a také Jugoslávie), kde by měl žít. Veřejné průvody s touto postavou začaly v Lublani v roce 1953. Představa Dědy Mráze byla ideologicky užitečná, protože sloužila k přeorientování prosincových/lednových svátků od náboženství (svátek svatého Mikuláše a Vánoce) na světský Nový rok. Po svržení komunismu na začátku 90. let se na veřejnosti znovu objevili dva další "dobří staříci" (jak se v současnosti ve slovinštině stylizují): Miklavž ("svatý Mikuláš") prý nosí dárky 6. prosince a Božiček ("vánoční muž"; obvykle zobrazován jako Santa Claus) na Štědrý den. Mikuláš má na slovinském etnickém území silnou tradici a jeho svátek se v rodinných kruzích slavil i v období komunismu. Až do konce 40. let 20. století se také v některých oblastech Slovinska říkalo, že na Štědrý den nosí dárky Christkind (zvaný Jezušček ("Ježíšek") nebo Božiček). Slovinské rodiny mají různé preference ohledně výběru dárce podle politického nebo náboženského přesvědčení. Slovinská lidová kultura zobrazuje Dědu Mráze, Mikuláše a Santa Clause jako přátele a začala také prolínat atributy těchto postav, například zmínky o Santových sobech se někdy při veřejných vystoupeních vmíchávají do vyprávění o Dědovi Mrázovi. Vzhledem ke své nenáboženské povaze a silné institucionalizaci si Děda Mráz nadále zachovává veřejnou přítomnost.

### Tádžikistán
V Tádžikistánu pokračuje tradice Dědy Mráze. V tádžičtině je Ded Moroz známý jako Boboj Barfi ("Děda Sníh") a Sněhurka se nazývá Barfak ("Sněhová koule").
V roce 2012 v Dušanbe dav lidí, který křičel "Ty nevěrče!", ubodal mladíka převlečeného za Dědu Mráze. Podle tádžické policie byla vražda motivována náboženskou nenávistí.
Dne 11. prosince 2013 Saidali Siddiqov, první zástupce vedoucího Výboru pro televizní a rozhlasové vysílání při vládě Tádžikistánu, v rozhovoru oznámil, že "Otec Mráz, jeho pomocnice Sněhurka a novoroční stromeček se letos ve státní televizi neobjeví, protože tyto postavy a atributy nemají přímý vztah k našim národním tradicím, ačkoli na nich není nic špatného". Následující den však bylo toto tvrzení odsouzeno a plánované oslavy je i přes námitky některých náboženských představitelů přece jen zahrnovaly.

### Ukrajina

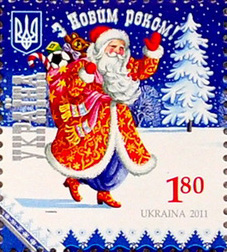
Did Moroz na ukrajinské poštovní známce s novoročním pozdravem

Od rozpadu SSSR a zejména v posledních letech došlo k posunu od oslav Dědy Mráze/Dida Moroze (ukrajinsky Дід Мороз), které začaly být spojovány s dědictvím sovětské éry, k tradičnějšímu svatému Mikuláši (Святий Миколай, Svjatij Mykolaj), který býval populárnější na západní Ukrajině. Objevily se zvěsti, že úřady od zobrazování Děda Mráze odrazují kvůli konfliktu s Ruskem; ukrajinské ministerstvo kultury to vyvrátilo.

### Uzbekistán
V roce 2012 Uzbekistán, převážně muslimská země, upustil od oslav Vánoc a jejich tradičních postav.

## Děda Mráz v Československu
Počátkem 50. let 20. století se v době komunistického režimu objevily i v ČSR snahy vytlačit Ježíška a Mikuláše Dědou Mrázem. Na rozdíl od současnosti, kdy jsou tyto tradiční vánoční postavy vytlačovány Santa Klausem komerčně, šlo o cílevědomou ideologickou propagandu. Roku 1952 byl vysílán proslov tehdejšího předsedy vlády Antonína Zápotockého určený zejména dětem, ve kterém mimo jiné pravil: „Ježíšek vyrostl a zestaral, narostly mu vousy a stává se z něho děda Mráz. Nechodí již nahý a otrhaný, je pěkně oblečený v beranici a v kožichu.“

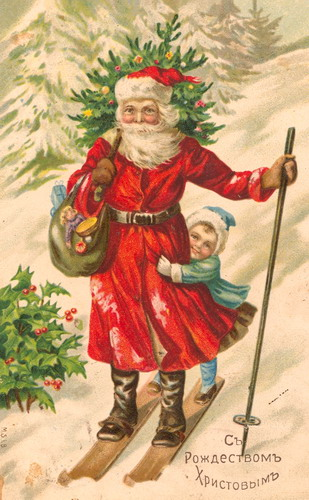
Děda Mráz se Sněhurečkou